# Nationalpark Lagunas de Montebello
Der Nationalpark Lagunas de Montebello in Mexiko wurde 1959 eingerichtet. Das Naturschutzgebiet ist circa 7000 Hektar groß und liegt im Süden des mexikanischen Bundesstaates Chiapas nahe der Grenze zu Guatemala. Der Nationalpark ist seit 2009 ein ausgewiesenes Biosphärenreservat der UNESCO und umfasst über 50 Seen unterschiedlicher Färbungen. Die Seenplatte befindet sich im Hochland, das Klima ist durchgehend mild. Umwaldet werden die Seen von Kiefern. Die nächstgelege Stadt ist Comitán de Domínguez.
Der Park liegt zwischen 1500 und 1800 Metern über dem Meeresspiegel, das Landschaftsbild ist von Hügeln geprägt.
Die Hauptattraktionen des Nationalparks sind die vielfarbigen Seen sowie die ihre Vogelwelt. Auch die Ruinen von Chinkultic aus der klassischen Maya-Epoche befinden sich innerhalb des Nationalparkes.

## Einzelnachweise

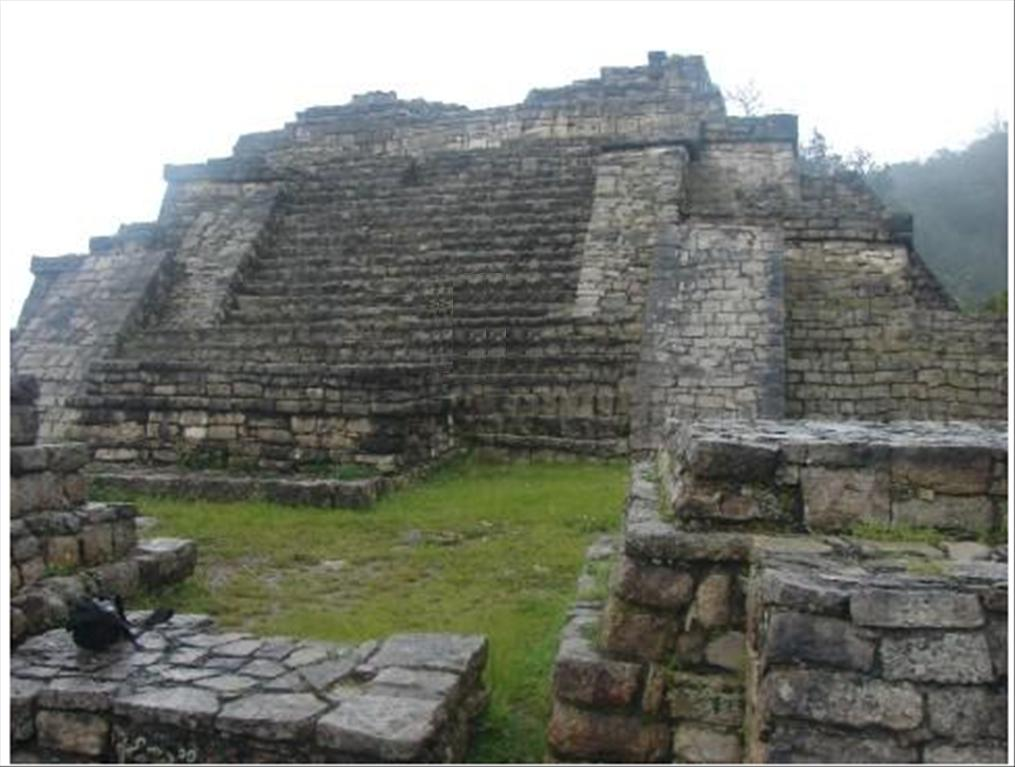
Chinkultic